# Bomberman (jeu vidéo, 2006)
Pour les articles homonymes, voir Bomberman (homonymie).
Bomberman est un jeu vidéo d'action et de labyrinthe développé par Hudson Soft. Il est sorti en 2006 au Japon et en Amérique du Nord et en 2007 en Europe sur PlayStation Portable.

## Système de jeu
Le jeu reprend le gameplay des précédents opus de la série Bomberman. Une partie se déroule sur un plateau de jeu en vue de dessus. L'objectif est de vaincre tous ses adversaires en les faisant exploser à l'aide de bombes que le joueur peut déposer. En plus d'un mode multijoueur, le jeu propose un mode solo dans lequel le joueur navigue à travers 100 niveaux dans lesquels il faut parfois affronter un boss. Le joueur peut récupérer en cours de partie des power up qu'il peut ensuite garder en réserve et utiliser à n'importe quel moment.